# Лёгкий, Дмитрий Максимович
Дмитрий Максимович Лёгкий (род. 1 января 1957, Украинская ССР, СССР) — казахстанский общественный деятель. Депутат Мажилиса Парламента Республики Казахстан VII созыва (с 31 октября 2022 года по 19 января 2023 года).

## Биография
В 1980 году окончил исторический факультет Кустанайского педагогического института. В 2005 году получил учёную степень доктор исторических наук.
В 1980—1984 годах работал учителем истории и обществоведения в Ломоносовской средней школе, секретарём комсомольской организации Боровского СПТУ-45 Кустанайской области, заместителем секретаря комсомольской организации Кустанайского педагогического института.
С 1984 по 2022 год работал преподавателем, заведующим кафедрой на историческом и юридическом факультетах Кустанайского педагогического института и затем Костанайского государственного университета им. А. Байтурсынова.
С 2008 года — член Коммунистической Народной партии Казахстана (с 2020 года переименована в Народную партию Казахстана), 1-й секретарь Костанайского обкома партии. С 2014 года — секретарь центрального комитета КНПК. Выдвигал свою кандидатуру по партийному списку на выборах депутатов Мажилиса Парламента Казахстана в 2016 и 2021 годах. 31 октября 2022 года получил вакантный мандат депутата после досрочного прекращения полномочий Айбека Паяева. 19 января 2023 года президент Казахстана Касым-Жомарт Токаев подписал указ о роспуске Мажилиса VII созыва.

## Награды
- Медаль «20 лет независимости Республики Казахстан» (2011)